# Podkladnice

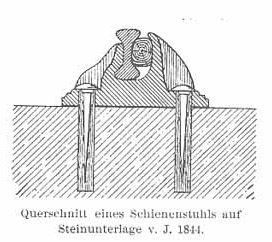
Podkladnice s dvojhlavou kolejnicí (1844)

Podkladnice je ocelová deska, která se vkládá mezi kolejnici a pražec. Prvotním úkolem podkladnice je zvětšit kontaktní plochu mezi kolejnicí a pražcem, aby se snížil tlak ve stykové ploše, což vede k prodloužení životnosti pražců. V případě nepřímého upevnění kolejnic se upevňovací prvky montují do příslušně tvarovaných podkladnic, teprve podkladnice jsou připevněny k pražcům. Podkladnice a další součásti k upevnění kolejnic se označují souhrnným názvem drobné kolejivo.
Termín podkladnice se používá také pro jiné případy uchycení či zakotvení v obecné technice.

## Historie a použití
První podkladnice bývaly litinové, upevněné v kamenných blocích pomocí kolíšků a hřebů. Boční stěny podkladnice sloužily jako opora pro tehdy používané dvojhlavé kolejnice, ty byly upevněny klíny vkládanými mezi stěnu podkladnice a stojinu kolejnice. Tento typ podkladnice se označuje jako „stoličková podkladnice“.
S příchodem širokopatních (Vignolových) kolejnic se změnil i tvar podkladnic. Z podkladnice se stala profilovaná deska přizpůsobená použitým upevňovadlům. Nejjednodušší formou byly rovné ocelové desky s otvory, kterými procházely šrouby nebo hřeby. Z důvodu úspory materiálu se některých tratích a lesních železnicích širokopatní kolejnice často připevňovaly hřeby přímo k pražcům bez podkladnic. Podkladnice se užívaly například jen na stycích a v obloucích.
U ČSD byly nejvíce rozšířené podkladnice rozponové, tento způsob upevnění měl výhodu ve snadné úpravě rozchodu pouhým otočením nebo vzájemnou záměnou rozponek. Časem je začaly, zejména na velmi zatížených kolejích, vytlačovat podkladnice žebrové, které poskytují stabilnější upevnění. Teprve v souvislosti s obnovou železnic v 90. letech k nám začaly pronikat nové způsoby upevnění kolejnic pomocí pružných spon, ať už připevněných šroubem, nebo jen navlečených do podkladnice. Výhodou pružných prvků jsou menší nároky na údržbu, jednodušší montáž a větší odolnost proti uvolňování následkem dynamických účinků vozidel na trať.
Nejnovější vývoj vede k integraci podkladnice do konstrukce betonových pražců, přímé upevnění kolejnic tak zažívá renesanci, byť na zcela jiné kvalitativní úrovni.

## Ukázky podkladnic

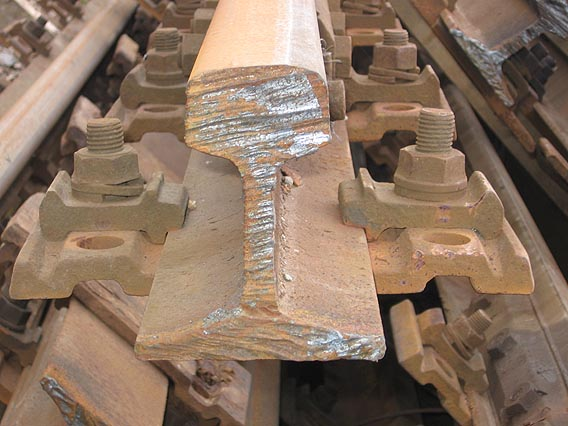
Rozponová podkladnice
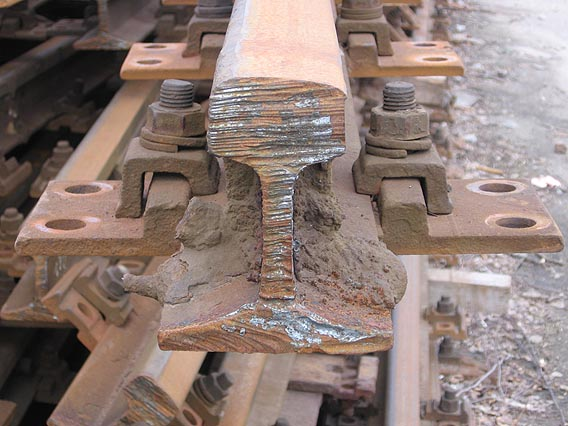
Žebrová podkladnice
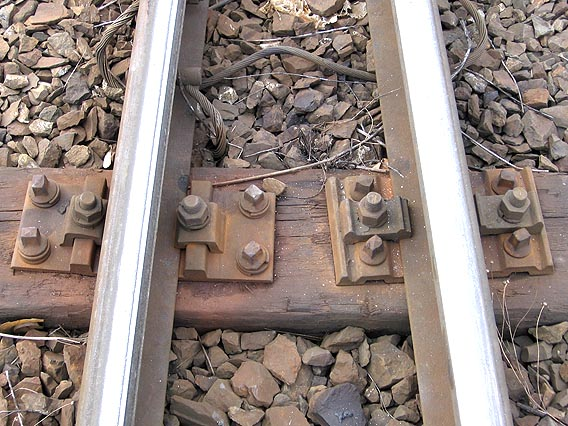
Srovnání obou nejobvyklejších typů podkladnic
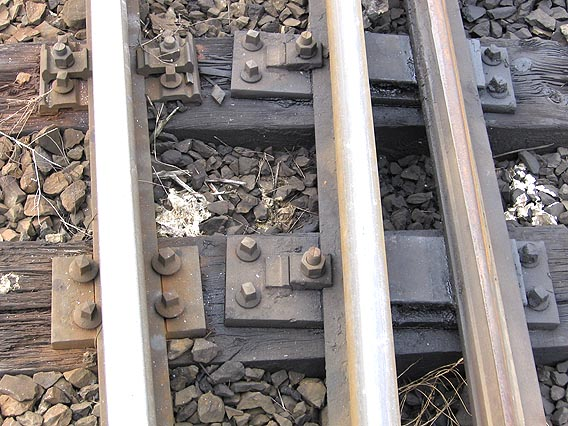
Pro nedostatek místa se ve starších typech výhybek používá i přímé upevnění. Vpravo je potom stoličková podkladnice podpírající pohyblivou část jazyka výhybky.
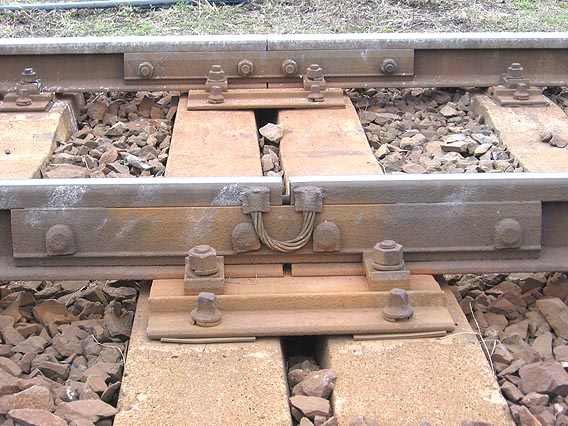
Mostová podkladnice má zpevnit styk kolejnic
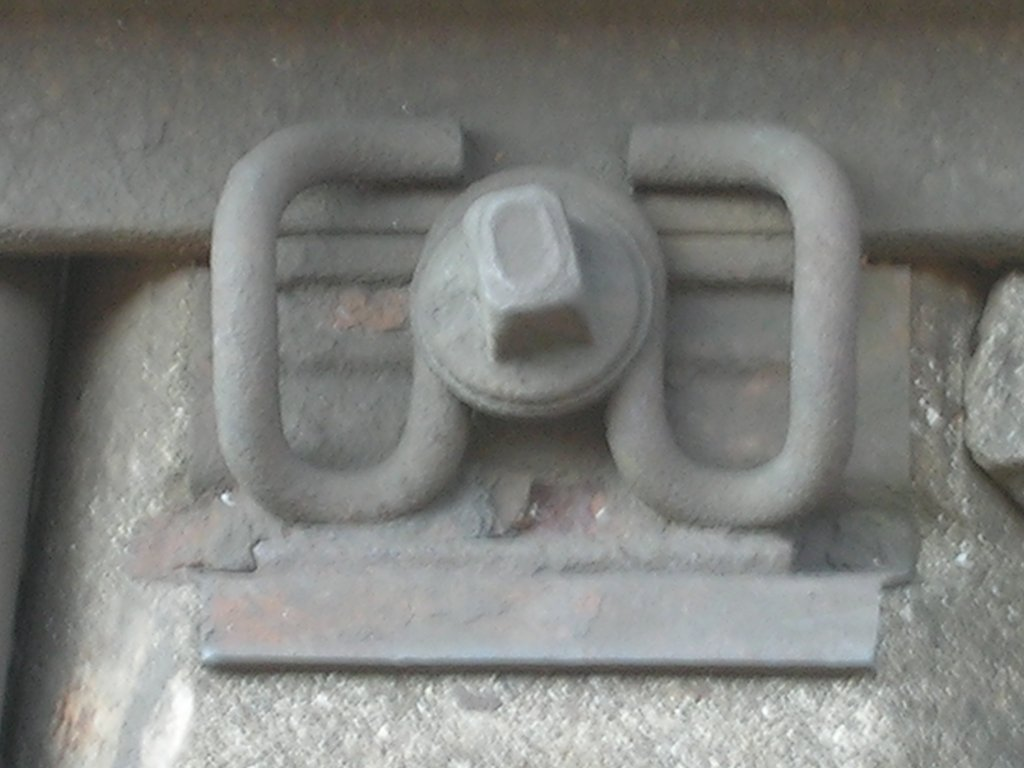
Podkladnice součástí pražce
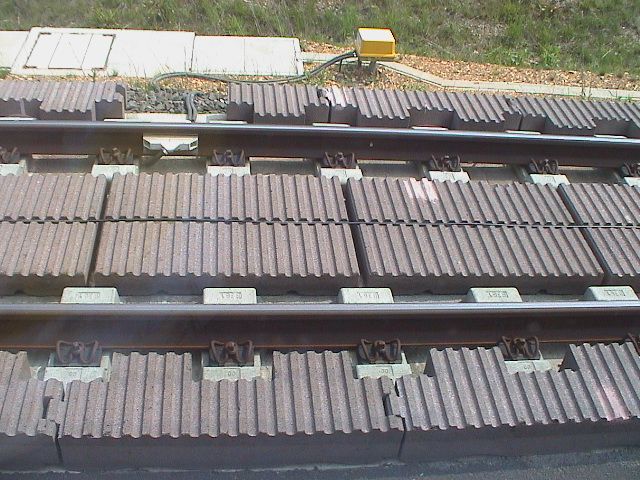
Pevná jízdní dráha - přímé upevnění kolejnic